# Gérard de Lairesse
Gérard de Lairesse (* Liège, 11 de Setembro de 1640 - Haia, 28 de Julho de 1711), foi pintor e teórico de arte holandês, de estilo clássico, o último mestre relevante da Era do Ouro na Holanda.
Especializou-se na criação de temas mitológicos e históricos da Antiguidade, dentro do melhor gosto acadêmico, decorativo e de beleza idealizada, com influências francesas e latinas.  É um personagem mais conhecido atualmente pelo seu retrato, feito por Rembrandt, do que por suas próprias criações, ainda que tenha sido um dos mais célebres artistas holandeses da segunda metade do Século XVII.
Lairesse teve uma vida com tintas novelescas: sofria de sífilis congênita que ainda lhe permitiu viver 70 anos.  Muito jovem, teve de fugir de sua cidade em razão de suas aventuras amorosas.  Foi um artista plurifacetário e de ampla cultura; seus escritos chegaram a se refletir no Século XVIII, tendo também se interessado pela música e pelo teatro.

## Vida e Obra
Filho de Renier de Lairesse (um 1597–1667), artista de menor relevância, nasceu em Liège, em 11 de Setembro de 1640 (ou 1641 segundo outras fontes).  Foi educado pelo seu pai e por Bertholet Flémalle (1614-1675), mas em 1664 teve de fugir de sua cidade por causa de uma questão amorosa com final litigioso.  Instalou-se em Utrecht, e ali foi descoberto pelo marchand de arte Gerrit van Uylenburgh, e transferiu-se para Amsterdam, em 1667.
Foi nessa época, aos 26 anos de idade, que posou para um famoso retrato de Rembrandt, atualmente exposto no Museu Metropolitano de Nova York.  Lairesse aparece enfermiço, com o nariz disforme, e com fortes sinais de uma sífilis congênita.  Não obstante sua delicada saúde, chegou a viver 70 anos.
A arte de Lairesse evoluiu do estilo de Rembrandt, mais natural e com destaque para a textura; criava um classicismo oposto da tradição holandesa e mais próximo da pujante pintura da corte francesa.  Na verdade, Lairesse contribuiu para a internização do gosto francês na Holanda.  Foi apelidado de Poussin holandês, e também foi comparado com Rafael Sanzio.
Produziu em sua maioria pinturas de grandes formatos para edifícios públicos e mansões, tanto quadros como painéis para tetos que recriam a pintura do afresco.  Seus temas recorrentes são mitologias e alegorias, embora também tenha também se dedicado a temas bíblicos, ainda que dentro da mesma estética artificiosa e monumental.  Seu estilo parece ter nascido dos múltiplos artistas italianos e franceses de uma geração anterior, como Poussin, Salvator Rosa (1615-1673), Giovanni Benedetto Castiglione (1609-1664) e Carlo Maratta (1625-1713), e se liga ainda mais com os seus contemporâneos tais como Charles Le Brun (1619-1690) e Sebastiano Ricci (1659-1734).

## Obras

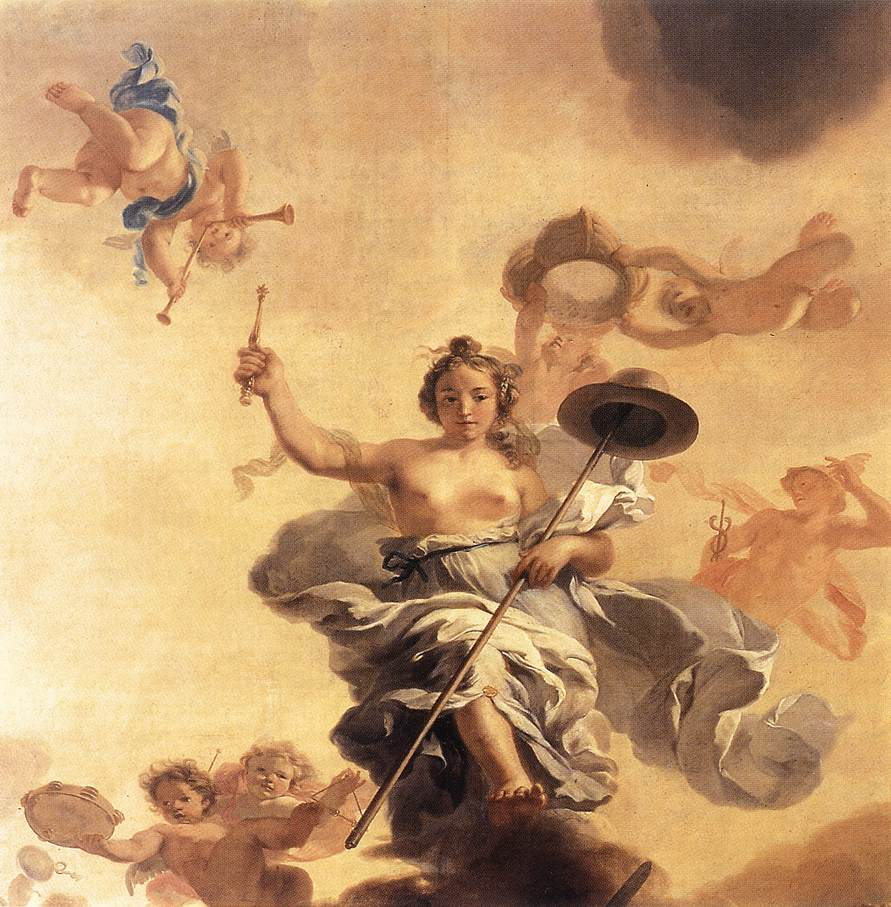
Alegoria da Liberdade do Comércio, em homenagem à família De Graeff no papel de protetora do estado republicano e defensora da liberdade (1672)

Podemos mencionar obras como A Alegoria dos cinco sentidos, de 1668 (Glasgow), Alegoría da liberdade do Comércio (Haia, Palácio da Paz), Venus apresentando as armas a Eneias (Amberes, Museu Mayer van der Bergh), Hermes e Calypso (Museu de Arte de Cleveland) e O banquete de Cleopatra (Rijksmuseum de Amsterdam).
Embora Lairesse tivesse pintado com grande domínio, não teve a mesma destreza no trato com as cores como no desenho: introduziu tons metálicos por meio de uma pincelada polida, criando contrastes um tanto desagradáveis. Seus trabalhos como gravador foram melhor estimados.  Podemos citar alguns água-fortes como A Rainha Semíramis caçando leões, O Sacrifício de Ifigênia (1667) ...  Muitos desenhos foram inclusos no livro Opus Elegantissimum, editado por Gerard Valck (1651-1726).  Esta recompilação reunia tanto gravuras originais de Lairesse como outras baseadas em seus desenhos.  Além disso, Lairesse criou também ilustrações para obras de anatomia, e desenhou decorações teatrais.  O Museu Britânico de Londres possui algumas de suas gravuras, que todavia são relativamente abundantes no mercado.
De Lairesse também:
- Contribuiu com uma série de 105 ilustrações para o atlas de Anatomia de Govert Bidloo, Anatomia Hvmani Corporis (1685).
- Fez inúmeros desenhos para o Teatro de Amsterdam.
- Fez um retrado do chefe de estado holandês e rei da Inglaterra Guilherme III.
- Criou uma série de ilustrações para a coleção de Gerard Reynst Signorum Veterum Icones (1670), uma série de impressões baseadas no estatuário italiano da coleção de Reynst em Amsterdam.
- Fez o trabalho de pintura e decoração das portas do órgão da Igreja WesterKerk, em Amsterdam, onde estão depositados os restos mortais de Rembrandt.

Em 1690 Lairesse foi vítima da cegueira, e a partir de então dedicou-se à teoria artística.  Seus escritos foram recompilados nos livros Fundación del dibujo (1701) e El gran libro de la pintura (1707).
Radicado em Haia desde 1684, faleceu na mesma cidade em junho de 1711 e foi sepultado em 28 de Julho do mesmo ano.
Dentre seus alunos, podemos citar reconhecidamente Jan van Mieris (1660-1690), Louis Fabricius Dubourg (1693-1775), Ottmar Elliger, O Jovem (1666-1735), Krzysztof Lubieniecki (1659-1729), Jan Hoogzaat (1654-1712) e Zacharias Webber, O Jovem (1644-1696).

## Legado
Os seus tratados sobre pintura e desenho, Grondlegginge der teekenkonst (1701) e Het groot schilderboeck (1707), exerceram grande influência sobre os pintores posteriores como Jacob de Wit (1695-1754).   Ele também trabalhou com muitos artistas estabelecidos da sua época com empreendimentos mais ousados para decoração de casas e publicações.
Ele atraiu muitos alunos, dentre os quais podemos incluir também Jan van Mieris (1660-1690), Simon van der Does (1653-1738), e os irmãos Teodor (1654-1718) e Krzysztof Lubieniecki (1659-1729).  Segundo Arnold Houbraken (1660-1719, Jan Hoogzaat (1654-1730) foi um de seus melhores alunos.
Celebrado durante a sua vida inteira e reconhecido também no século XVIII, foi menosprezado no século XIX.  Com ou sem justificativas, ele foi considerado estéril e superficial, e foi considerado responsável em grande parte pelo declínio da pintura holandesa.  Duzentos anos depois da sua morte em 1711 a Enciclopédia Britannica, em sua 11a edição de 1911, não menciona nem sequer o seu nome, ao passo que dedica quatro páginas de textos sólidos a Rembrandt.
As obras de De Lairesse estão atualmente expostas em muitos museus ao redor do mundo, dentre os quais podemos incluir o Rijksmuseum e o Museu de História de Amsterdam, em Amsterdam, o Louvre em Paris, o Museu Metropolitano de Arte em New York City, a National Gallery of Art em Washington, D.C., a National Portrait Gallery e o Tate Gallery de Londres, e o Cleveland Museum of Art.
No edifício Binnenhof, sede atual do parlamento neerlandês, em Haia, um hall decorado por Lairesse em 1688 recebeu o seu nome em sua homenagem.  Uma rua em Amsterdão, a De Lairessestraat, também recebeu o seu nome.